# Qeqertaq
Qeqertaq est un village groenlandais situé dans la municipalité d'Avannaata. La population était de 132 habitants en 2009.

## Géographie
Le village est situé sur une île abritée dans une petite baie de la côte sud de la péninsule de Nuussuaq, dans l'ouest du Groenland.

## Transports
Le village est relié à Ilulissat par hélicoptère. Pendant l'été et l'automne, il est en outre desservi par des ferrys de la compagnie Disko Line.